# David Kočí
David Kočí, född 12 maj 1981 i Prag, är en tjeckisk ishockeyspelare som spelar i HC Sparta Prag.

## Spelarkarriär
Kočí valdes i den femte rundan, som 146:e spelare totalt i NHL Entry Draft 2000 av Pittsburgh Penguins. Kočí spelade i juniorligan WHL med Prince George Cougars under säsongen 2000-01 innan han inledde sin professionella karriär för säsongen 2001-02.
Kočí tillbringade de nästa fem åren med Penguins juniorsamarbetslag, med Wheeling Nailers i ECHL och Wilkes-Barre Scranton Penguins i AHL. Inför säsongen 2006-07 skrev Kočí på för Chicago Blackhawks.
Kočí tilldelades till Blackhawks samarbetspartner Norfolk Admirals, men gjorde sin NHL-debut den 10 mars 2007 mot Phoenix Coyotes och skaffade sig 42 utvisningsminuter på tre matcher. Han förlorade sitt första slagsmål mot Josh Gratton, men lyckades få en returmatch i vilken han klarade sig mycket bättre. I slutet av säsongen 2006-07 spelade David nio matcher och samlade på sig 88 utvisningsminuter.
Under Blackhawks förlusmatch mot Boston Bruins den 25 oktober 2007, hamnade Kočí i något som beskrivits ett av de otäckaste hockeyslagsmålen under senare år med Bruins back Zdeno Chara. Kočí, som hade brutit näsan några dagar innan, och Chara startade slå på varandra och blodet började att stänka från Kočís näsa. Blackhawks placerade Koci på skadadelistan och var borta ungefär två veckor.
Den 1 juli 2008 skrev Kočí på ett ettårskontrakt för Tampa Bay Lightning. Under säsongen 2008-09, den 21 oktober 2008, gick Kočí till St. Louis Blues efter endast en match i Tampa Bay-tröjan. Kočí återvände sedan till Tampa Bay efter att han släppts ut på dispens efter fyra matcher med Blues. Kočí gjorde sitt första NHL-mål i en 3-2-förlust mot Montreal Canadiens den 26 mars 2009. Pucken slogs dock in av en Montreal-spelare men Kočí tecknades för målet.
Den 1 juli 2009 undertecknade Kočí ett ettårskontrakt med Colorado Avalanche. Han gjorde sitt första mål med Avalanche och andra karriär mål, då han oavsiktligt styrde in ett skott från Brett Clark i en 3-2-seger över Calgary Flames den 28 oktober 2009. Den 15 december 2009, under en 6-1-förlust mot Washington Capitals, blev Kočí rasande efter att ha blivit utvisad från spelet efter en större boarding på Capitals back Mike Green. Han blev senare bötfälld av NHL. Han avslutade NHL-säsongen 2009-10 med 43 spelade matcher och fick ett förlängt ettårskontrakt med Avalanche den 2 juni 2010.
Den 1 september 2011 blev han inbjuden till Winnipeg Jets träningsläger på try-out. Kočí fick dock inget kontrakt i Jets utan han skrev senare istället på för tjeckiska HC Sparta Prag.

## Statistik
| 2000–01    | Prince George Cougars          | WHL        | 70  | 2 | 7 | 9  | 155 | 6  | 0 | 0 | 0 | 20 |
| 2001–02    | Wheeling Nailers               | ECHL       | 33  | 2 | 4 | 6  | 105 | —  | — | — | — | —  |
| 2001–02    | Wilkes-Barre/Scranton Penguins | AHL        | 26  | 1 | 3 | 4  | 98  | —  | — | — | — | —  |
| 2002–03    | Wheeling Nailers               | ECHL       | 48  | 0 | 1 | 1  | 103 | —  | — | — | — | —  |
| 2002–03    | Wilkes-Barre/Scranton Penguins | AHL        | 9   | 0 | 0 | 0  | 4   | —  | — | — | — | —  |
| 2003–04    | Wilkes-Barre/Scranton Penguins | AHL        | 78  | 1 | 7 | 8  | 298 | 10 | 0 | 0 | 0 | 2  |
| 2004–05    | Wilkes-Barre/Scranton Penguins | AHL        | 68  | 1 | 9 | 10 | 311 | —  | — | — | — | —  |
| 2005–06    | Wilkes-Barre/Scranton Penguins | AHL        | 13  | 0 | 0 | 0  | 59  | —  | — | — | — | —  |
| 2006–07    | Norfolk Admirals               | AHL        | 44  | 0 | 1 | 1  | 223 | —  | — | — | — | —  |
| 2006–07    | Chicago Blackhawks             | NHL        | 9   | 0 | 0 | 0  | 88  | —  | — | — | — | —  |
| 2007–08    | Chicago Blackhawks             | NHL        | 18  | 0 | 0 | 0  | 68  | —  | — | — | — | —  |
| 2007–08    | Rockford IceHogs               | AHL        | 7   | 0 | 0 | 0  | 25  | —  | — | — | — | —  |
| 2007–08    | Norfolk Admirals               | AHL        | 21  | 0 | 2 | 2  | 57  | —  | — | — | — | —  |
| 2008–09    | Tampa Bay Lightning            | NHL        | 33  | 1 | 1 | 2  | 132 | —  | — | — | — | —  |
| 2008–09    | St. Louis Blues                | NHL        | 4   | 0 | 0 | 0  | 9   | —  | — | — | — | —  |
| 2009–10    | Colorado Avalanche             | NHL        | 43  | 1 | 0 | 1  | 84  | —  | — | — | — | —  |
| 2010–11    | Colorado Avalanche             | NHL        | 35  | 1 | 0 | 1  | 80  | —  | — | — | — | —  |
| NHL totals | NHL totals                     | NHL totals | 142 | 3 | 1 | 4  | 461 | —  | — | — | — | —  |